# La Fracture afghane
Pour plus de détails, voir Fiche technique et Distribution.
La Fracture afghane (Афганский излом) est un film de guerre italo-soviétique réalisé par Vladimir Bortko et sorti en 1991.
Le film est considéré par plusieurs critiques comme la reconstitution cinématographique la plus fidèle de la guerre d'Afghanistan (1979-1989), malgré la concurrence de succès récents comme Le 9e Escadron.

## Synopsis
En 1988, le major Micha Bandoura et ses hommes sont aux prises aux rebelles afghans menés par Adil, un ancien berger devenu chef d'un groupe de moudjahidines.
Les autorités soviétiques à Moscou entendent clore une bonne fois pour toutes cette guerre sanglante qui a fait des victimes de part et d'autre et donne l'ordre aux troupes de se replier. Bandoura passe alors un accord avec Adil pour qu'il ne soit pas attaqué pendant sa retraite, lui fournissant dix sacs de farine. Mais durant la retraite, la troupe de Bandoura se fait traîtreusement attaquer par surprise, par des terroristes afghans rivaux des moudjahidines...

## Fiche technique
Sauf indication contraire, les informations mentionnées dans cette section peuvent être confirmées par la base de données cinématographiques IMDb,  présente dans la section « Liens externes ».
- Titre français : La Fracture afghane[2]
- Titre original russe : Афганский излом, Afganskiy izlom[3]
- Titre italien : Afghan Breakdown[4]
- Réalisation : Vladimir Bortko
- Scénario : Alexandre Tchervinski (ru), Mikhaïl Lechinski (ru), Leonid Bogatchouk, Ada Petrova
- Photographie : Valeri Fedossov (ru)
- Montage : Mauro Bonanni (it)
- Musique : Vladimir Dachkevitch
- Décors : Vladimir Svetozarov (ru)
- Costumes : Lidia Krioukova
- Production : Alexandre Goloutva, Alexandre Kapitsa, Viatcheslav Telnov
- Société de production : Lenfilm, Clemi Cinematografica
- Pays de production :  Union soviétique -  Italie
- Langue de tournage : russe, italien
- Format : Couleur - 1,37:1 - Son Dolby stéréo - 35 mm
- Durée : 140 minutes (2 h 20)
- Genre : Guerre
- Dates de sortie :
  - France : mai 1991 (Festival de Cannes 1991)
  - Union soviétique : avril 1992

## Distribution
- Michele Placido : Micha Bandoura
- Tatiana Doguileva : Katia
- Mikhaïl Jigalov (ru) : Lieutenant-colonel Leonid
- Alexeï Serebriakov : Sergent Arsenov
- Philippe Yankovski : Lieutenant Nikita
- Nina Rouslanova : Tatiana
- Iouri Kouznetsov : Le pilote d'hélicoptère Chtchoup
- Ivan Krasko : Viktor Nikolaïevitch
- Andreï Krasko : L'officier d'État-major
- Alexander Rosenbaum : Le chanteur

## Production
Le film a été tourné durant l'hiver 1990 au Tadjikistan. À partir du 11 février, le tournage a été perturbé par les émeutes de Douchanbé au cours desquelles l'administrateur du film Nikita Matrosov a été tué. L'équipe de tournage a alors été évacuée vers Tachkent via transport militaire. Le tournage a pu reprendre ensuite en Crimée et en Syrie.